# PRIDE 武士道 -其の七-
PRIDE 武士道 -其の七-（プライド ぶしどう そのなな）は、日本の総合格闘技イベント「PRIDE」の大会の一つ。2005年（平成17年）5月22日、東京都江東区の有明コロシアムで開催された。

## 大会概要
今大会から武士道が中軽量級に特化され、修斗やパンクラスの日本人エースらが外国の強豪選手と激突した。その後の武士道の形を完成させた大会である。
メインを任された五味隆典はシュートボクセ・アカデミー所属のルイス・アゼレードと激戦を繰り広げる。序盤にアゼレードの打撃にぐらつく場面もあったが、パンチをヒットさせKO勝利。これでPRIDE6連勝1RKO記録を伸ばした。しかし試合後ゴングが鳴ったにもかかわらず殴り続けたため相手セコンドが猛抗議を起こす場面もあった。
PRIDEに初参戦したフィル・バローニが美濃輪育久をその豪腕で殴り倒し白星デビュー。
GRABAKA独立後の1戦目を任された郷野聡寛は桜井"マッハ"速人を破ったクラウスレイ・グレイシーを完封し、PRIDE初勝利をあげる。
初参戦の修斗世界ウェルター級王者川尻達也や桜井"マッハ"速人、長南亮らは確実に勝利を収めた。
パンクラスのエース前田吉朗はチャールズ・"クレイジー・ホース"・ベネットに敗北。
DEEPから参戦した三島☆ド根性ノ助、小見川道大、TAISHOはそれぞれイーブス・エドワーズ、アーロン・ライリー、ジェンス・パルヴァーの前に敗れ去り、武士道で生き残ることは出来なかった。

## 試合結果
第1試合 PRIDE武士道ルール 1R10分、2R5分
○  チャールズ・"クレイジー・ホース"・ベネット vs.  前田吉朗 ×
1R 1:55 KO（右フック）
第2試合 PRIDE武士道ルール 1R10分、2R5分
○  ジェンス・パルヴァー vs.  TAISHO ×
1R 1:00 KO（左フック）
第3試合 PRIDE武士道ルール 1R10分、2R5分
○  イーブス・エドワーズ vs.  三島☆ド根性ノ助 ×
1R 4:36 腕ひしぎ十字固め
第4試合 PRIDE武士道ルール 1R10分、2R5分
○  アーロン・ライリー vs.  小見川道大 ×
1R 6:00 KO（右ハイキック）
第5試合 PRIDE武士道ルール 1R10分、2R5分
○  桜井"マッハ"速人 vs.  ミルトン・ヴィエイラ ×
2R終了 判定3-0
第6試合 PRIDE武士道ルール 1R10分、2R5分
○  郷野聡寛 vs.  クラウスレイ・グレイシー ×
2R終了 判定3-0
第7試合 PRIDE武士道ルール 1R10分、2R5分
○  川尻達也 vs.  キム・インソク ×
1R 3:28 TKO（タオル投入：パウンド）
第8試合 PRIDE武士道ルール 1R10分、2R5分
○  長南亮 vs.  ニーノ・"エルビス"・シェンブリ ×
2R終了 判定3-0
第9試合 PRIDE武士道ルール 1R10分、2R5分
○  フィル・バローニ vs.  美濃輪育久 ×
2R 2:04 TKO（レフェリーストップ：踏みつけ）
第10試合 PRIDE武士道ルール 1R10分、2R5分
○  五味隆典 vs.  ルイス・アゼレード ×
1R 3:46 KO（スタンドパンチ連打）